# Placoceratias uaracui
Placoceratias uaracui är en tvåvingeart som beskrevs av Lane 1950. Placoceratias uaracui ingår i släktet Placoceratias och familjen platthornsmyggor. Inga underarter finns listade i Catalogue of Life.